# Simiyu (Region)
Simiyu ist eine der 31 Regionen in Tansania. Sie liegt im Norden des Landes am Südufer des Victoriasees. Die Hauptstadt ist Bariadi.

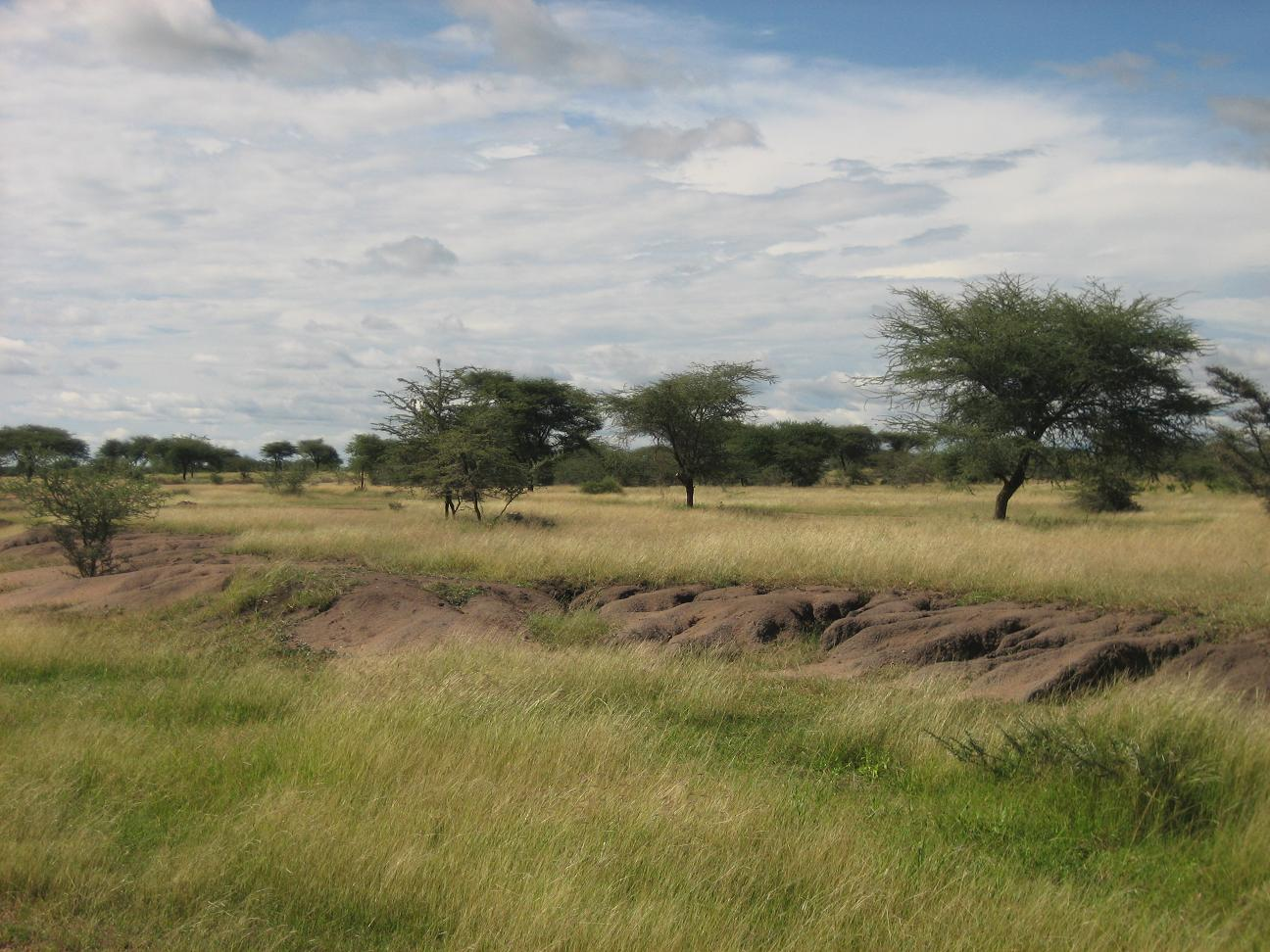
Bei Ipililo, 40 km südlich von Bariadi

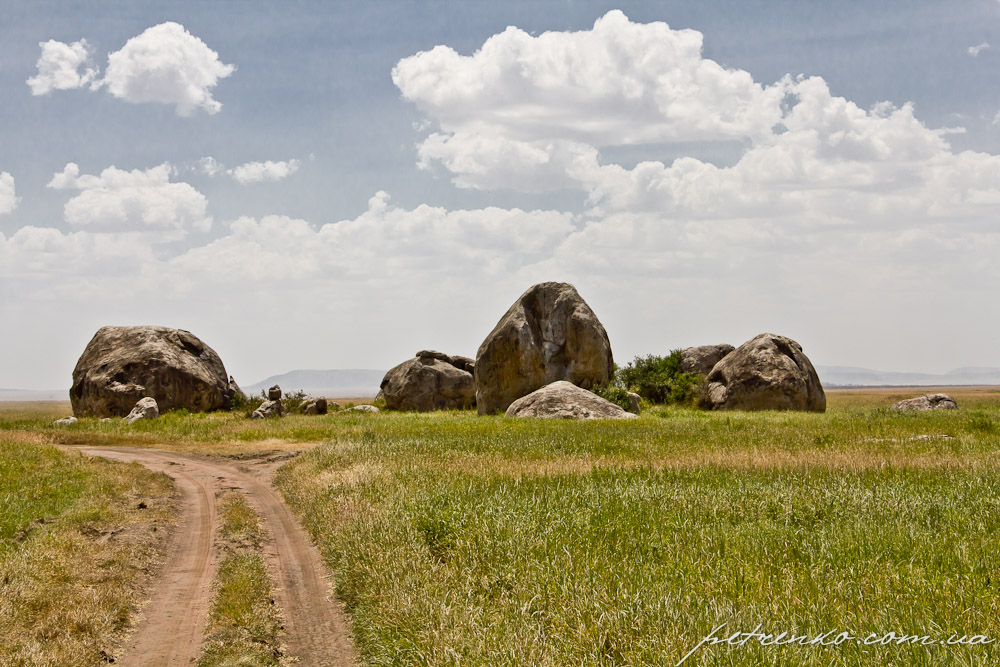
Landschaft bei Bariadi

## Geographie
Die Region hat eine Größe von 23.808 Quadratkilometer und rund 2,1 Millionen Einwohner (Volkszählung 2022).
Das Gebiet wird in den Victoriasee entwässert, der größte Fluss ist der Simiyu. Die Region ist geprägt von sanft hügeligen Ebenen mit wenig Vegetation, lokal durchbrochen von einigen Miombo-Wäldern.

### Klima
Es gibt zwei Regenzeiten, eine von Oktober bis Dezember und die zweite von Februar bis Mai, dazwischen liegen zwei Trockenzeiten. Der jährliche Niederschlag liegt bei 600 bis 900 Millimeter, in einigen Landesteilen auch darunter. Die Temperatur reicht von 18 bis 31 Grad Celsius.
Das Gebiet wird in drei Zonen unterteilt:
- Der Norden hat Jahresniederschläge von 700 bis 900 Millimeter und ist für Ackerbau und Viehzucht gut geeignet.
- Im Südosten sind die Niederschläge unter 700 Millimeter im Jahr. Es gibt eine starke Bodenerosion, die die Erträge des Ackerbaus schmälert.
- Der Südwesten ist stärker hügelig, hat Niederschläge zwischen 700 und 800 Millimeter im Jahr und einen fruchtbaren Lehmboden.[5]

|                        | Jan  | Feb  | Mär  | Apr  | Mai  | Jun  | Jul  | Aug  | Sep | Okt  | Nov  | Dez  |   |      |
| Mittl. Temperatur (°C) | 22,4 | 22,6 | 22,7 | 22,4 | 21,9 | 21,3 | 20,9 | 21,6 | 23  | 23,8 | 23   | 22,3 | ⌀ | 22,3 |
| Mittl. Tagesmax. (°C)  | 27,7 | 27,9 | 27,9 | 27,2 | 26,7 | 27   | 26,9 | 27,7 | 29  | 29,8 | 28,2 | 27,1 | ⌀ | 27,8 |
| Mittl. Tagesmin. (°C)  | 17,2 | 17,3 | 17,6 | 17,7 | 17,2 | 15,7 | 14,9 | 15,6 | 17  | 17,9 | 17,8 | 17,7 | ⌀ | 17   |
|                        |      |      |      |      |      |      |      |      |     |      |      |      |   |      |
| Niederschlag (mm)      | 96   | 81   | 137  | 158  | 67   | 9    | 2    | 7    | 18  | 41   | 110  | 117  | Σ | 843  |

| 17,2 |

| 17,3 |

| 17,6 |

| 17,7 |

| 17,2 |

| 15,7 |

| 14,9 |

| 15,6 |

| 17 |

| 17,9 |

| 17,8 |

| 17,7 |

| 17,2 |

| 17,3 |

| 17,6 |

| 17,7 |

| 17,2 |

| 15,7 |

| 14,9 |

| 15,6 |

| 17 |

| 17,9 |

| 17,8 |

| 17,7 |

### Nachbargemeinden
Simiyu grenzt im Nordwesten an den Victoriasee, ansonst an fünf andere Regionen von Tansania.
|           | Mara                                        |        |
| Mwanza    | Kompassrose, die auf Nachbargemeinden zeigt | Arusha |
| Shinyanga | Singida                                     |        |

## Geschichte
Die Region Simiyu wurde 2012 gegründet. Davor war das Gebiet ein Teil der Regionen Shinyanga und Mwanza.

## Verwaltungsgliederung
Die Region wird verwaltungstechnisch in sechs Distrikte unterteilt:
| Distrikt     | Bevölkerung 2002 | Bevölkerung 2012 | Bevölkerung 2016 | Bevölkerung 2022 |
| ------------ | ---------------- | ---------------- | ---------------- | ---------------- |
| Bariadi      | 339.300          | 422.916          | 287.714          | 383.385          |
| Bariadi (TC) | 339.300          | 422.916          | 167.508          | 260.927          |
| Busega       | 170.649          | 203.597          | 219.149          | 282.167          |
| Itilima      | 264.304          | 313.900          | 337.878          | 419.213          |
| Maswa        | 304.402          | 344.125          | 370.412          | 427.864          |
| Meatu        | 248.214          | 299.619          | 322.506          | 366.941          |
| Gesamt       | 1.326.869        | 1.584.157        | 1.705.167        | 2.140.497        |

## Bevölkerung
Der Großteil der Bevölkerung gehört zur Ethnie der Sukuma. Im Jahr 2012 waren über fünfzig Prozent der Bevölkerung unter 15 Jahre alt und unter fünf Prozent waren älter als 60. Die Region hat einen starken Frauenüberhang, auf 100 Frauen kommen 92 Männer. Die Alphabetisierung der Über-Fünfjährigen betrug 61 Prozent bei Männern und 56 Prozent bei Frauen (Stand 2012).
| - Bildung: In Simiyu gibt es 523 Grundschulen, 514 staatliche und neun private. Von den dafür notwendigen 9448 Lehrkräften sind 6912 vorhanden. Von den 148 weiterführenden Schulen sind 140 staatlich und acht privat geführt. Hier ist etwa die Hälfte der benötigten Lehrer vorhanden. In der Region gibt es eine freie Universität und drei private Lehrerausbildungsstätten (Stand 2017). Von den Über-Fünfjährigen konnten 52 Prozent Swahili lesen und schreiben, sechs Prozent Swahili und Englisch und 42 Prozent waren Analphabeten (Stand 2012). - Gesundheit: In der Region gibt es vier staatliche Krankenhäuser, vierzehn Gesundheitszentren und 191 Apotheken (Stand 2017). - Wasser: 46 Prozent der Bevölkerung haben Zugang zu sauberem Wasser (Stand 2017). | Hier fehlt eine Grafik, die leider im Moment aus technischen Gründen nicht angezeigt werden kann. Wir arbeiten daran! |

| Von den Personen über zehn Jahren waren 66 Prozent beschäftigt, neun Prozent im Haushalt tätig (Kochen, Hygiene, Pflege), neunzehn Prozent in Ausbildung, zwei Prozent arbeitslos und vier Prozent nicht arbeitsfähig (Stand 2012). Zwölf Prozent der Haushalte hatten Zugang zu Elektrizität, achtzig Prozent hatten ein Telefon, elf Prozent ein Fernsehgerät und ein Prozent einen Computer (Stand 2015). | Hier fehlt eine Grafik, die leider im Moment aus technischen Gründen nicht angezeigt werden kann. Wir arbeiten daran!Quelle: |

| Neben dem Ackerbau ist auch die Viehzucht wichtig. In der Region werden 1,5 Millionen Rinder, 674.402 Ziegen, 254.746 Schafe, 1.501.146 Hühner und 1.723 Schweine gehalten (Stand 2017). Im Distrikt Busega, der an den Viktoriasee grenzt, ist die Fischerei ein wichtiger Wirtschaftsfaktor. Von 2589 Imkern wurden in 4790 Bienenstöcken 61.500 Liter Honig produziert (Stand 2017). Zur Verarbeitung von Baumwolle und der Erzeugung von Sonnenblumenöl gibt es saisonale Gewerbebetriebe. | Hier fehlt eine Grafik, die leider im Moment aus technischen Gründen nicht angezeigt werden kann. Wir arbeiten daran! |

### Bodenschätze
Im Distrikt Meatu wird Salz abgebaut.

### Tourismus

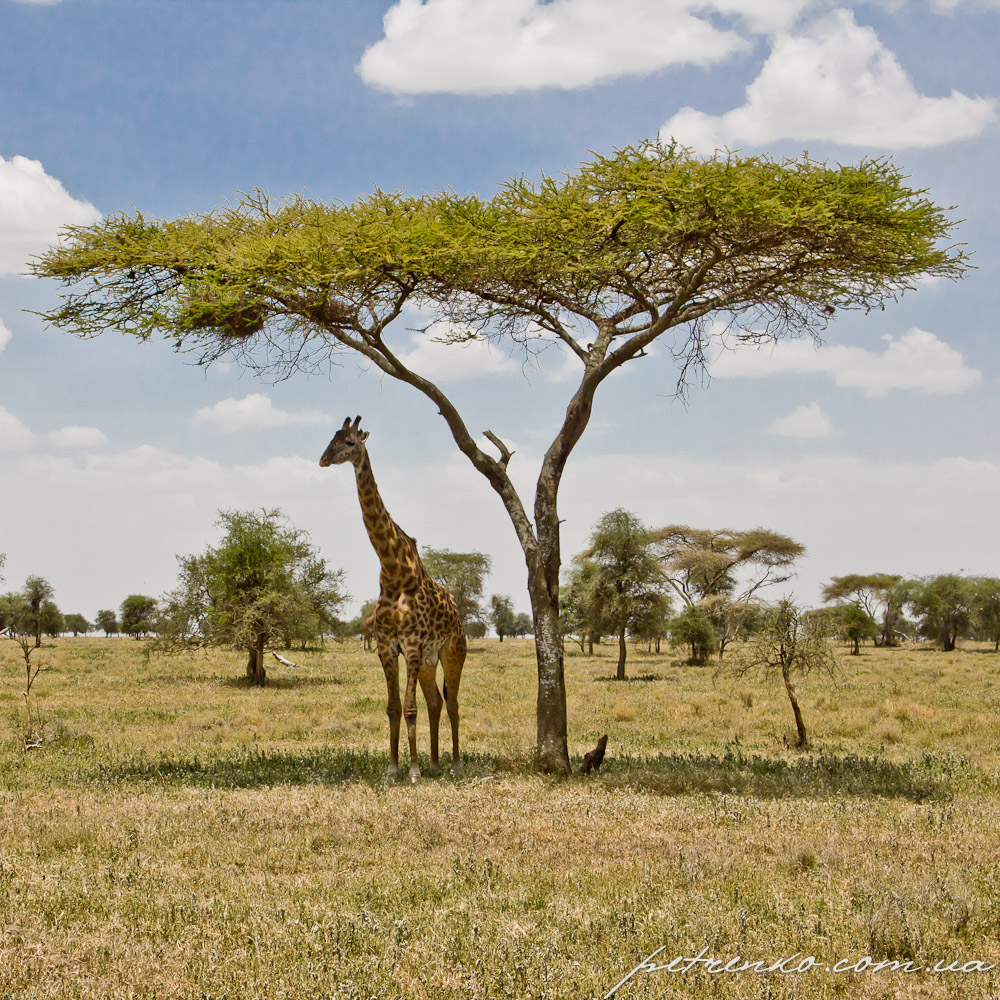
Giraffe in der Serengeti

Die Hauptattraktion für den Fremdenverkehr ist der Serengeti-Nationalpark. Weitere Anziehungspunkte sind Wildreservate und der Victoriasee.

### Infrastruktur
- Straßen: Die Region hat ein Straßennetz von insgesamt 4731 Kilometer. Davon sind 335 Kilometer Hauptverkehrsstraßen und 532 Kilometer Regionalstraßen. Asphaltiert sind davon 142 Kilometer, der Rest sind Schotter- und Lehmstraßen.[11] Die wichtigste Straßenverbindung ist die von der Hauptstadt Bariadi nach Norden und Süden führende Nationalstraße.[18]
- Eisenbahn: Durch den südöstlichsten Teil der Region führt die 378 Kilometer lange Bahnlinie von Mwanza nach Tabora, wo diese auf die Zentralbahn (Central Line) nach Dodoma und Daressalam trifft.[19][18]

## Naturschutzgebiete, Sehenswürdigkeiten
- Serengeti-Nationalpark: Fast 12.000 Quadratkilometer des Serengeti-Nationalparks liegen in Simiyu.
- Maswa Wildreservat: Das Areal wurde ursprünglich als Pufferzone zwischen besiedeltem Land und Nationalpark und als Jagdgebiet eingerichtet. Wegen der großen Anzahl von Löwen und Leoparden wird er nicht nur von Jägern besucht.[20]